# Thaumastoplax
Thaumastoplax is een geslacht van kreeftachtigen uit de klasse van de Malacostraca (hogere kreeftachtigen).

## Soort
- Thaumastoplax anomalipes Miers, 1881